# SDAX
De SDAX (afkorting van Small-Cap-DAX) is een Duitse aandelenindex en een nevenindex van de DAX. Hij heeft 50 onderdelen - voornamelijk uit traditionele industrieën - in de ranglijst van marktkapitalisatie en handelsvolume op de waarden van de DAX en de MDAX.
De SDAX is een van de vijf aandelenindices naast de DAX. De overige aandelenindices die verbonden zijn aan de DAX zijn de TecDAX en de ÖkoDAX.

## Bedrijven
De volgende 50 bedrijven zijn genoteerd in de index:
- Alstria office REIT
- Arques Industries
- Axel Springer AG
- Bertrandt
- Biotest
- C.A.T. Oil
- Centrotec Sustainable
- CeWe Color
- Colonia Real Estate
- comdirect bank
- Constantin Medien
- CTS Eventim
- Curanum
- Delticom
- Deutsche Beteiligungs AG
- Deutsche Wohnen
- Deutz
- DIC Asset
- Dürr
- Dyckerhoff
- elexis
- Gerry Weber
- Gesco
- GfK
- Grammer
- Grenkeleasing
- H & R WASAG
- Highlight Communications
- Homag Group
- Hornbach Holding
- Indus Holding
- Jungheinrich
- Koenig & Bauer
- KUKA AG
- KWS SAAT
- Loewe
- Medion
- MPC Capital
- MVV Energie
- Patrizia Immobilien
- SKW Stahl-Metallurgie Holding
- Sixt
- TAG Immobilien
- TAKKT
- Tipp24
- VBH Holding
- Villeroy & Boch
- VTG
- Wacker Neuson SE